# 圖姆斯基橋

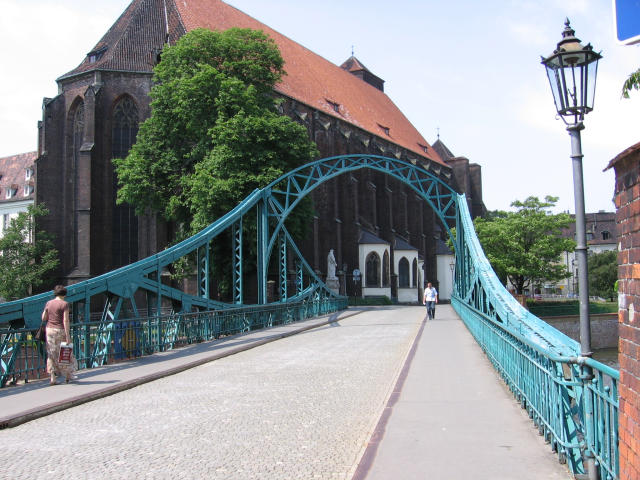
圖蒙斯基橋

圖姆斯基橋（波蘭語：Most Tumski）是波蘭城市弗羅茨瓦夫市內奧得河上的一座鋼橋。這座橋樑修建於1889年，以取代之前的一座木橋。現在該橋只對行人開放。這座橋樑又稱戀人橋，橋上有眾多戀人留下的鎖。1992年，該橋進行了全面翻新。

## 外部連結
维基共享资源上的相關多媒體資源：圖姆斯基橋
51°06′53″N 17°02′32″E / 51.114700°N 17.042319°E